# Don Godden
Don Vincent Godden (ur. 13 listopada 1936 w Blackburn, zm. 28 maja 2011 w Dartford) – brytyjski żużlowiec, występujący na długim torze i na trawie.

## Życiorys

### Kariera sportowa
Czterokrotny medalista indywidualnych mistrzostw świata na długim torze: złoty (1969) oraz trzykrotnie srebrny (1967, 1968, 1970), brązowy medalista indywidualnych mistrzostw Europy na torze trawiastym (1978), czterokrotny mistrz Wielkiej Brytanii na torze trawiastym: trzykrotnie w klasie 500 ccm (1965, 1967, 1972) oraz w klasie 250 ccm (1966).

### Kariera tunera
Po zakończeniu kariery zawodniczej zajął się tuningiem motocykli żużlowych – osiągając na tym polu szereg sukcesów, m.in. był twórcą nowych silników, które nazwał „Godden”, na których tytuły mistrzów świata zdobyli Shawn Moran (1983), Hans Nielsen (1986, 1987, 1989) oraz Marcel Gerhard (1992).

### Życie prywatne
Ojciec Mitcha Goddena i dziadek Camerona Goddena, również żużlowców.